# Scandinavian Woman Suffrage Association
Scandinavian Woman Suffrage Association (SWSA) var en organisation för kvinnors rättigheter och införandet av rösträtt för kvinnor i delstaten Minnesota i USA, grundad 1907.   Den var närmast unik bland de amerikanska rösträttsföreningarna för sin etniska dimension. 
SWSA bildades och bestod av kvinnor med ursprung i Skandinavien, och verkade för rösträttsfrågan inom den stora nordiskättade minoriteten i Minnesota. Den var initialt allierad med Minnesota Woman Suffrage Association. 